# Korybanté
Korybanté byly v řecké mytologii nižší božské bytosti žijící v horách, lesích, roklinách.
Korybanté (lat. Corybantes) byli kněží a ctitelé maloasijské bohyně Kybely. Bývali zvaní „třípřilboví“, protože nosili zvláštní přilby s trojitým okrajem, což navozovalo dojem, že mají nasazené tři přilby najednou.
Provozovali divoké hlučné reje, za ohlušující hudby divoce šermovali.